# Gamma Doradus
Gamma Doradus (y Doradus, förkortat Gamma Dor, y Dor), som är stjärnans Bayer-beteckning, är en ensam stjärna i den nordvästra delen av stjärnbilden Svärdfisken. Den har en genomsnittlig skenbar magnitud på +4,25, är synlig för blotta ögat där ljusföroreningar ej förekommer och är den tredje ljusaste stjärnan i stjärnbilden. Baserat på parallaxmätningar i Hipparcos-uppdraget på 49,3 mas beräknas den befinna sig på ca 66 ljusårs (20 parsek) avstånd från solen.

## Egenskaper
Gamma Doradus är en gul till vit stjärna i huvudserien av spektralklass F0 V. Den har en massa som är knappt 60 procent större än solens massa, en radie som är ca 70 procent större än solens och utsänder ca 7 gånger mera energi än solen från dess fotosfär vid en effektiv temperatur på ca 7 200 K.
Gamma Doradus är en pulserande variabel och prototypstjärna för Gamma Doradus-variabler (GDOR). Den varierar mellan skenbar magnitud +4,23 och 4,27 med en period av 0,7570 dygn eller 18,17 timmar. Det har också några ytterligare oförklarliga, uppenbarligen slumpmässiga fluktuationer.